# Olymphilex

Markenblock der Deutschen Bundespost zu den Olympischen Spielen 1972 in München

Die Olymphilex, 2008 in Peking als Olympic Expo beziehungsweise Olympex bezeichnet, ist eine internationale Briefmarkenausstellung, die thematisch den Olympischen Spielen gewidmet ist. Sie steht unter der Schirmherrschaft des Internationalen Olympischen Komitees (IOC) und ist Teil der kulturellen Aktivitäten der olympischen Bewegung.
Austragungsort der von der Fédération Internationale de Philatélie (FIP), dem Weltverband für Philatelie, organisierten ersten Olymphilex war vom 18. bis 24. März 1985 die Schweizer Stadt Lausanne. Während dieser Ausstellung wurde unter anderem auch die private Sammlung des damaligen IOC-Präsidenten Juan Antonio Samaranch gezeigt, die als eine der umfassendsten und wertvollsten Sammlungen olympischer Briefmarken gilt und sich gegenwärtig im Olympischen Museum befindet. In den Jahren, in denen Olympische Spiele ausgetragen werden, findet die Ausstellung in deren Rahmen in der Ausrichterstadt der Spiele statt. Seit der sechsten Ausstellung 1996 in Atlanta wird die Olymphilex nach den Wettbewerbskriterien der FIP durchgeführt, so dass unter verschiedenen Aspekten Preise vergeben werden.
Bei den Spielen 2008 in Peking lautete der Name der Ausstellung erstmals „Olympic Expo“ oder kurz „Olympex“, um dem ausgeweiteten inhaltlichen Rahmen zu verdeutlichen, der neben Briefmarken auch Münzen, Medaillen, Abzeichen, Kunstgegenstände und andere Sammlerobjekte mit olympischem Bezug umfasste.